# Santa Croce in Gerusalemme (församling)
Santa Croce in Gerusalemme är en församling i Rione Esquilino i Roms stift.
Till församlingen Santa Croce in Gerusalemme hör följande kyrkobyggnader och kapell:
- Santa Croce in Gerusalemme
- Santa Margherita Maria Alacoque
- Santa Maria Addolorata all'Esquilino
- Santa Maria del Buon Aiuto nell'Anfiteatro Castrense
- Cappella Suore Pallottine